# Tanques de Cuba

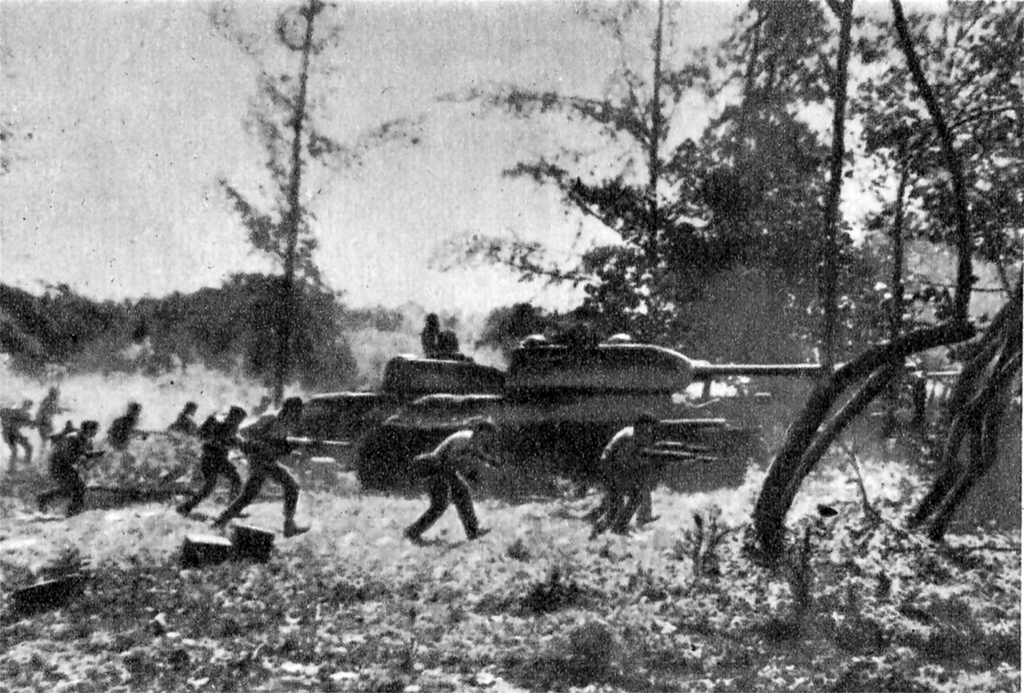
Tanques cubanos T-34 na invasão da Baía dos Porcos.

Os tanques foram utilizados na ilha de Cuba tanto no âmbito militar como em vários conflitos, com seu uso e origem após a Segunda Guerra Mundial; a Guerra Fria; e a era moderna. Isso inclui tanques soviéticos importados nas Forças Armadas Revolucionárias de Cuba hoje, bem como projetos americanos e britânicos importados antes da Revolução Cubana.

## Visão geral
Cuba originalmente tinha tanques da Grã-Bretanha e dos Estados Unidos e veículos blindados. Desde o início, as modernas forças blindadas cubanas cresceram e adquiriram veículos de combate blindados modernos da Rússia e do bloco soviético que serviram durante a Guerra Fria e várias operações. Uma das principais operações cubanas com blindados foi a Operação Carlota em Angola, na África.

## História

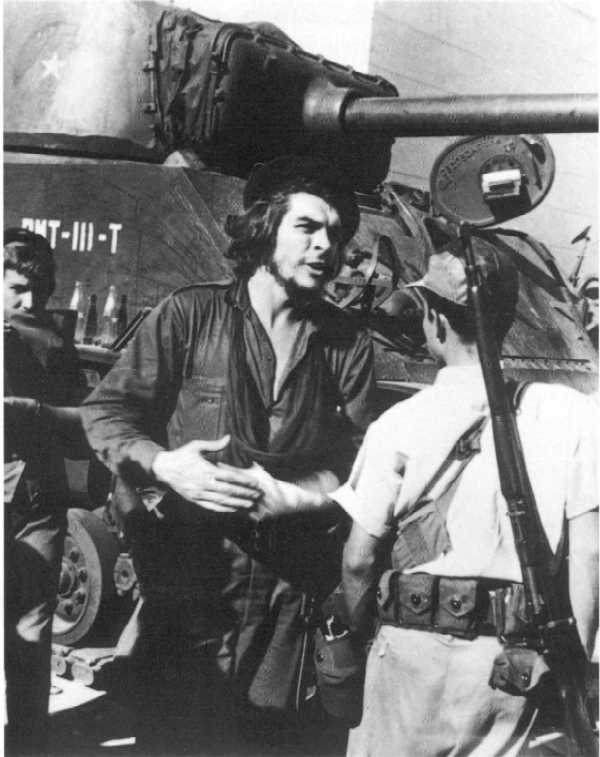
Che Guevara ao lado de um M4 Sherman logo após a Batalha de Santa Clara.

Cuba em 1942 recebeu ajuda militar através do programa de Empréstimo-e-Arrendamento (Lend-Lease Act), e obteve oito tanques Marmon-Herrington dos EUA que ficaram conhecidos no exército cubano como os "3 Man Dutch" ("Holandeses de 3 Homens") por terem sido o modelo de tanque enviado para a campanha das Índias Orientais Holandesas contra a invasão japonesa na Segunda Guerra Mundial.

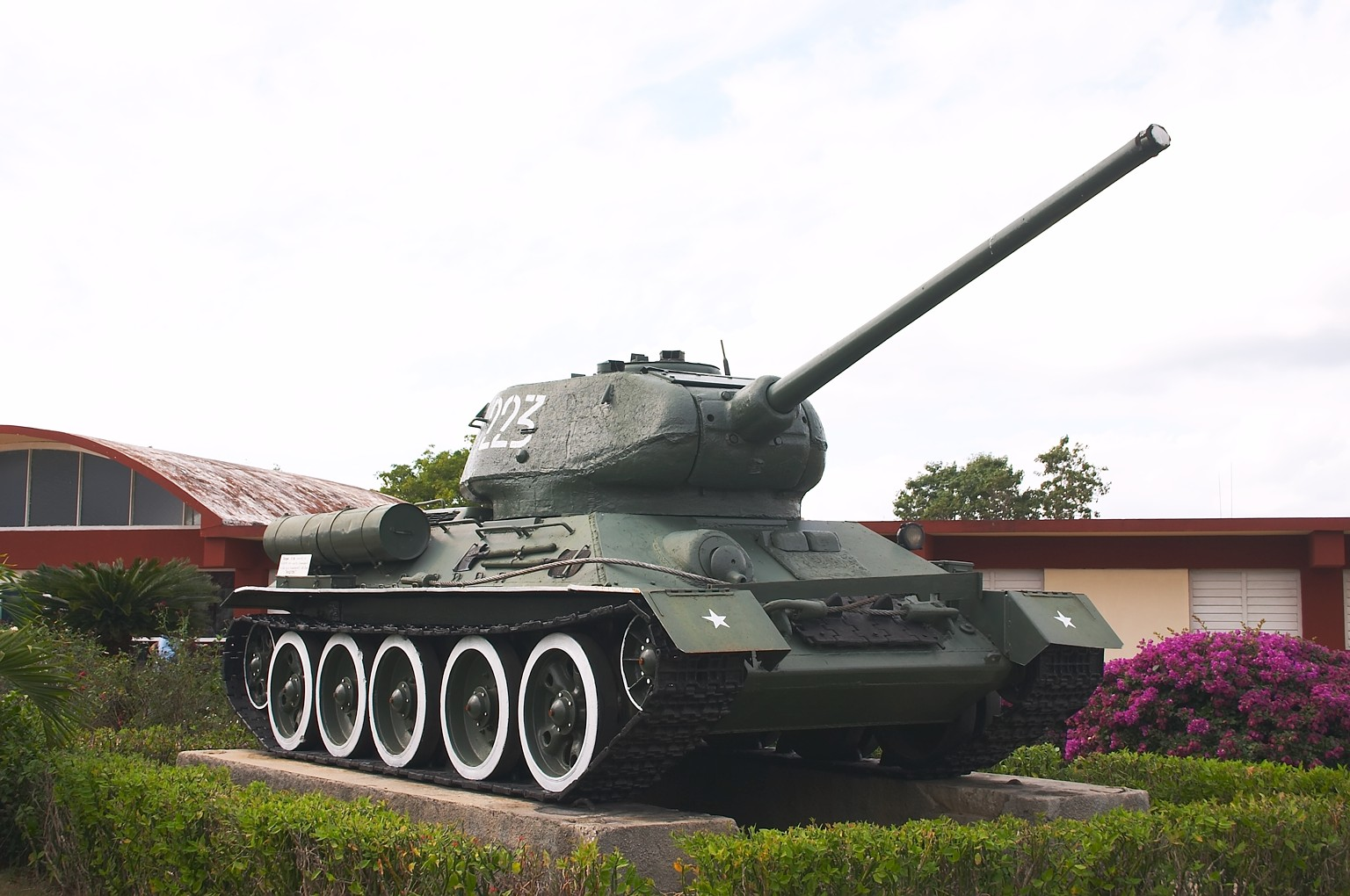
Tanque T-34-85 no Museo Girón, Cuba.

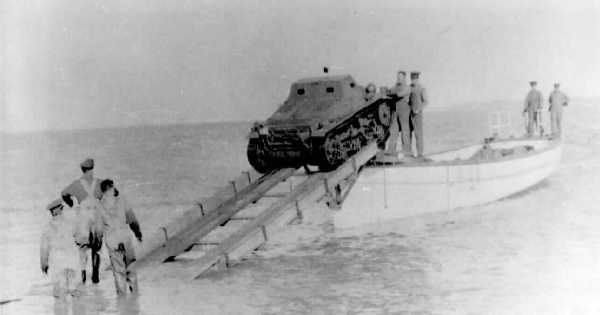
Um Marmon-Herrington CTL-3

Cuba também recebeu tanques M3 Stuart dos Estados Unidos, já que 24 desses tanques leves chegaram a Cuba sob Lend Lease em 1942-1943 após a declaração de guerra à Alemanha. Mais tarde, em 1957, 7 tanques M4 Sherman foram recebidos dos Estados Unidos. Participaram das lutas contra a Guerrilha 26 de Julho de Fidel Castro, lutando em Oriente (ofensiva de maio de 1958, Batalha de Guisa) e na Batalha de Santa Clara, em apoio ao Regimento "Leoncio Vidal" contra Che Guevara. Alguns desses tanques foram capturados pelos rebeldes, e os Shermans foram exibidos pelos rebeldes que montavam os tanques quando entraram triunfalmente em Havana, com Fidel em um deles. Aqui, em 1º de janeiro de 1959, foi tirada a famosa foto de Che ao lado de um Sherman que também entrou em ação na Batalha de Santa Clara, quando Batista enviou 10 tanques, 12 carros blindados junto com um trem blindado e apoio aéreo.

Pouco antes da revolução, a Grã-Bretanha havia enviado 15 tanques A34 Comet que foram entregues a Cuba sob o comando de Batista em 17 de dezembro de 1958, e há relatos de que alguns foram usados na Batalha de Santa Clara no final de dezembro de 1959 pelos militares de Batista. Castro ficou com eles depois que assumiu o controle de Cuba e solicitou estoques adicionais de munição de 77mm para os Comets, bem como peças sobressalentes.

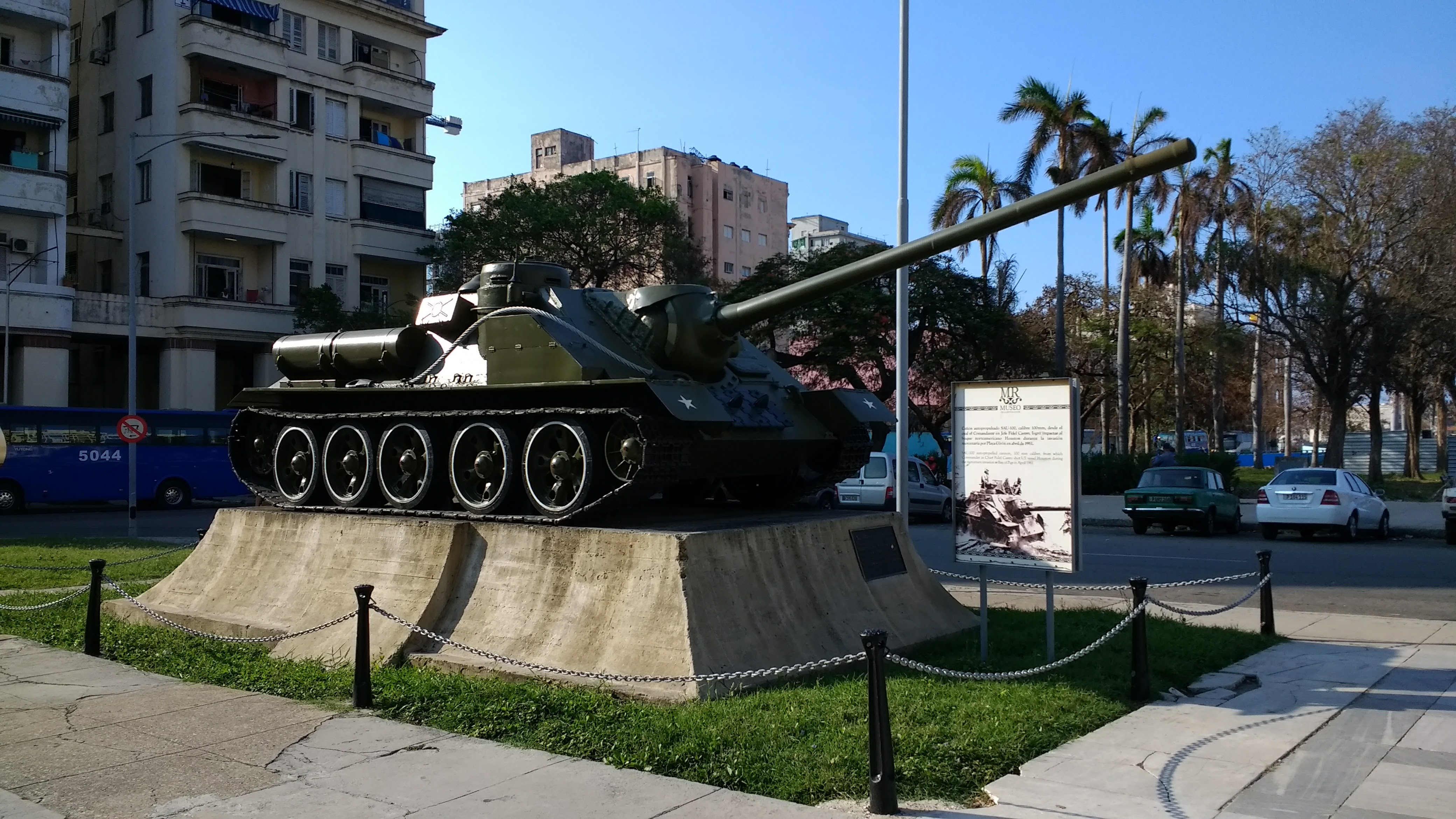
O SU-100 que Fidel Castro usou na Baía dos Porcos em 17 de abril de 1961.

Quando Fidel Castro tomou o poder em janeiro de 1959, cinco dos oito tanques Marmon-Herrington ainda estavam operacionais. O novo exército comunista, FAR (Forças Armadas Revolucionárias), os manteve e logo depois esses cinco tanques foram modificados, o canhão original de 37mm substituído por um canhão Bofors QF de 20mm. O desenvolvimento de uma forte força blindada que pudesse reagir rapidamente a qualquer ameaça, interna ou não, era uma preocupação mesmo naquele estágio.

Em outubro de 1960, o governo cubano precisava de tanques para os quais pudesse obter munição não sujeita a sanções dos EUA e recorreu à União Soviética para obter ajuda militar deles e foi fornecido com tanques T-34/85 que lhes permitiram aumentar suas forças blindadas. Assim, na época da invasão da Baía dos Porcos em abril de 1961, havia em Cuba 125 T-34-85 e também 41 tanques IS-2M que Cuba recebeu. Alguns dos tanques Sherman também entraram em ação de combate contra os exilados cubanos anticomunistas na Baía dos Porcos (Playa Girón) junto com a milícia, mas a maioria dos tanques e veículos blindados de combate que o Exército cubano usou na batalha eram soviéticos, como o T-34/85 e o SU-100. Os tanques IS-2M estavam em dois regimentos enviados para a batalha e foram usados como reserva de apoio de artilharia, enquanto havia pelo menos uma força de 20 tanques T-34-85 lutando no conflito da Baía dos Porcos e auxiliaram na vitória cubana sobre os tanques M41 Walker Bulldog da Brigada de Assalto 2506, embora cinco tanques T-34-85 tenham sido destruídos e outros severamente danificados. Castro pediu mais tanques T-34-85 depois disso para defender a ilha, e em setembro de 1961 o pedido foi de até 412 tanques, que começaram a chegar pouco antes da Crise dos Mísseis.

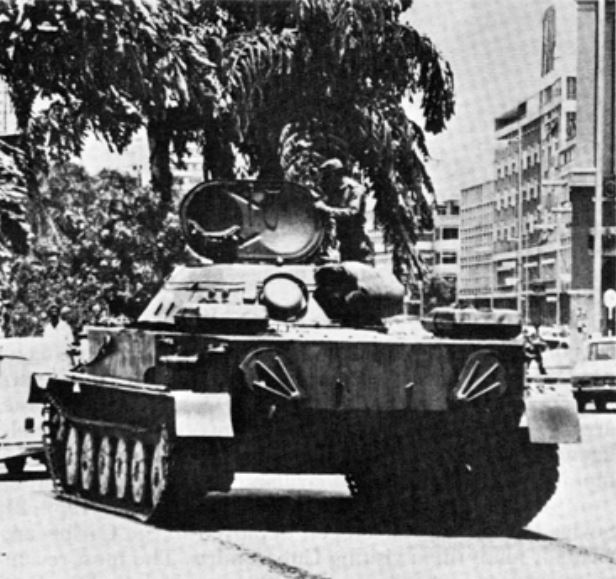
Um PT-76 cubano desempenhando tarefas rotineiras de segurança em Angola durante a intervenção cubana no país.

Logo após sua própria revolução, muitos cubanos se identificaram com os grupos incipientes que lutavam por sua independência. Na Argélia, quando a França deu sua independência, Castro decidiu apoiá-los em sua luta com o Marrocos na Guerra das Areias. Castro estava determinado a impedir a dominação americana e formou o Grupo Especial de Instrução cujas forças incluíam vinte e dois tanques T-34-85, dezoito morteiros de 120mm, uma bateria de canhões sem recuo de 57mm, artilharia antiaérea com dezoito canhões, e dezoito canhões de campanha de 122mm com as equipes para operá-los. Eles foram descritos como um contingente consultivo para treinar o exército argelino, mas Castro permitiu o desdobramento em ações de combate. Castro tentou manter a intervenção de Cuba encoberta, mas a notícia de sua presença logo vazou.
Em 1961, os militares cubanos começaram a apoiar o movimento de esquerda do MPLA em uma guerra civil. A Guerra de Independência de Angola foi uma luta pelo controle de Angola entre os movimentos guerrilheiros e a autoridade colonial portuguesa. Castro tornou-se familiar com o MPLA logo após seu início e, depois que chegou ao poder, Cuba treinou alguns de seus guerrilheiros e Che Guevara também fez contato com seus líderes.

Assim, quando Portugal saiu, Cuba enviou assessores para ajudar o MPLA e eles rapidamente se viram no conflito quando perderam homens na Batalha de Quifangondo em 10 de novembro de 1975, um dia antes do Movimento Popular de Libertação de Angola (MPLA) declarou Angola a independência de Portugal. Cuba forneceu aos rebeldes do Movimento Popular de Libertação de Angola armas e soldados junto com tanques para lutar enquanto os militares cubanos lutariam ao lado do MPLA em grandes batalhas.

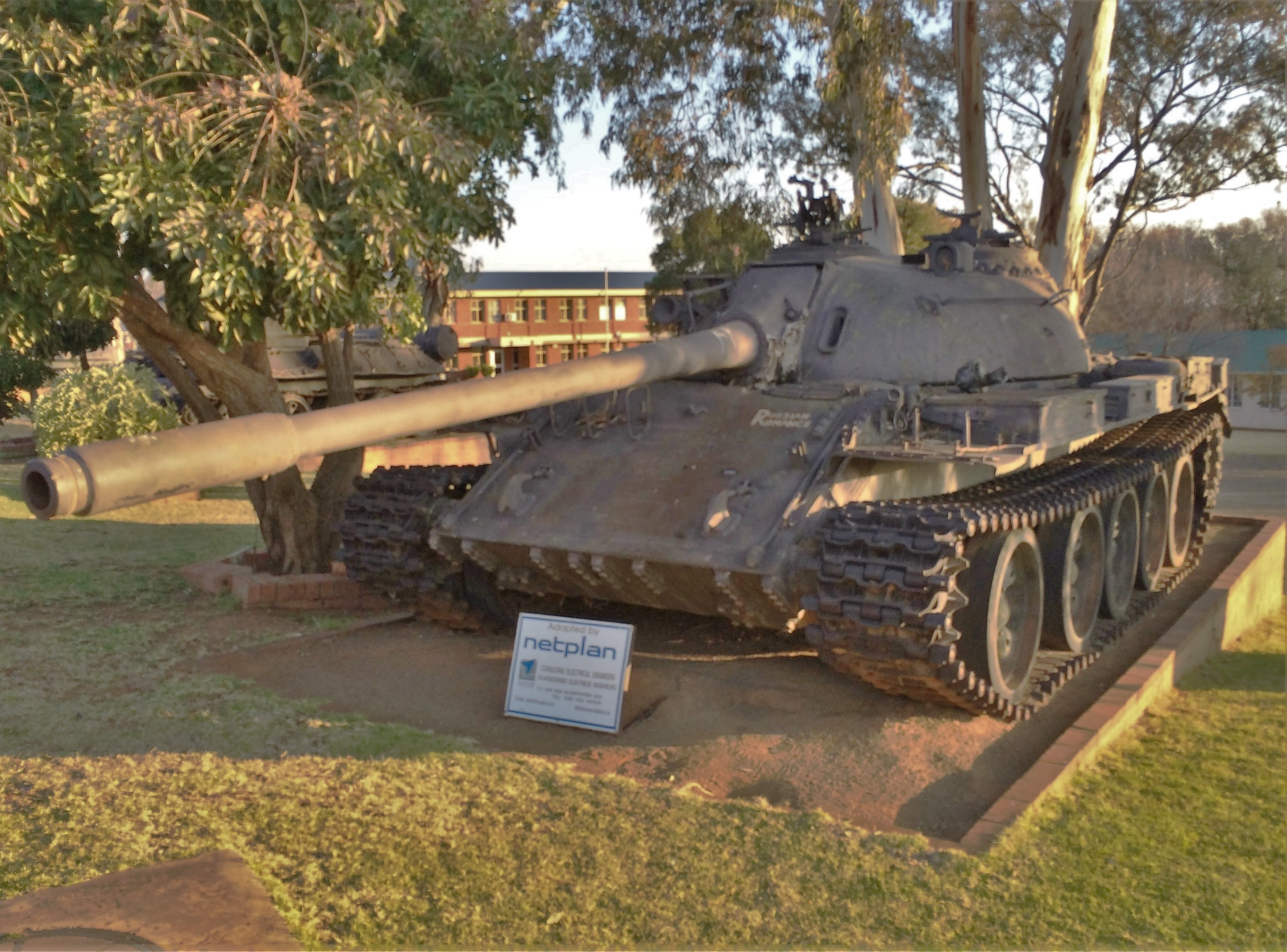
Tanque T-55 das FAPLA na África do Sul. Os cubanos usaram os modelos T-54, T-55 e T-62.

A chegada dos tanques T-55 em 1963 permitiu a Castro enviar muitos dos antigos tanques T-34-85 para o conflito em Angola em 1975. Todos os T-34 em Angola estavam armados com um canhão principal ZiS-S-53 de 85mm e duas metralhadoras DT de 7,62mm, com estimativas de até 200 T-34 usados durante o conflito. Os tanques T-34-85 participaram em Angola, incluindo a Batalha de Cassinga, onde um batalhão mecanizado cubano com tanques T-34 e veículos blindados BTR-152 foram quase destruídos, perdendo meia dúzia de T-34 com outros três fortemente danificados. Cuba também recebeu T-54 junto com os T-55, que formaram a espinha dorsal de mais de mil tanques que a Rússia forneceria.
Os T-62 russos chegaram a Cuba em 1976, e em novembro de 1987, remessas de T-54/55 foram enviadas para Angola para substituir os tanques perdidos. A assistência ao MPLA aumentou até que a ajuda militar cubana ajudou o MPLA a sair vitorioso. Os T-62 cubanos, juntamente com os T-55 e T-54B, foram desdobrados em Angola durante a longa intervenção de Havana naquele país.
O mais onipresente T-55 foi o preferido para o serviço de combate e, durante a Batalha de Cuito Cuanavale, apenas um único batalhão de T-62 cubanos participou da luta. Os tanques cubanos entraram em confronto com as unidades blindadas sul-africanas em Cuamato e novamente em Calueque sem sofrer perdas graves.

## Organização cubana de forças blindadas

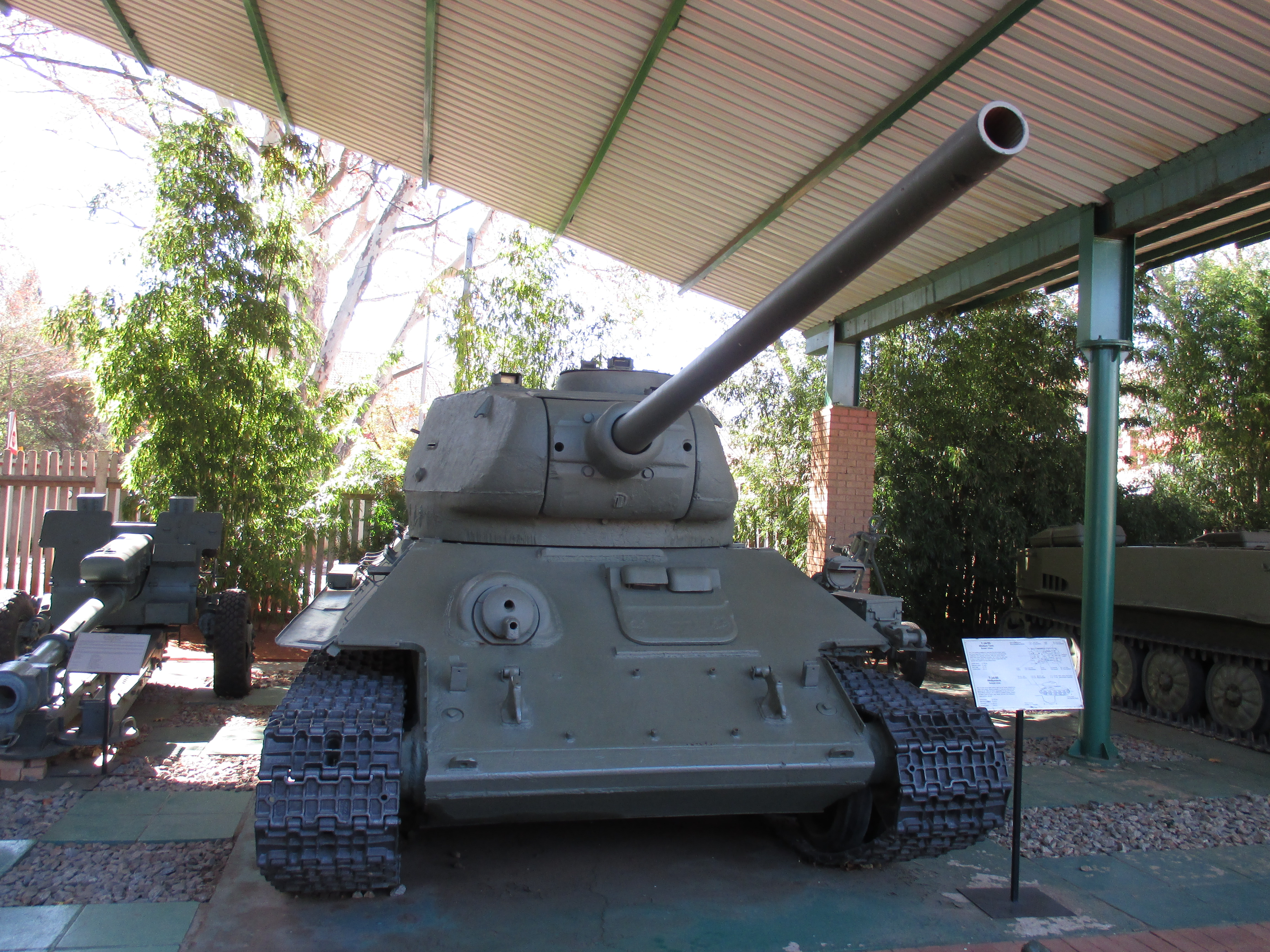
Tanque T-34-85 capturado no conflito de Angola e exposto no Museu Militar de Joanesburgo, na África do Sul.

Fidel Castro depôs Fulgencio Batista em 31 de dezembro de 1959, substituindo seu governo por um Estado socialista revolucionário. Castro criou o Ministério das Forças Armadas Revolucionárias de Cuba (MINFAR) para supervisionar o Partido Comunista de Cuba e o governo, bem como as Forças Armadas Revolucionárias de Cuba (Fuerzas Armadas Revolucionárias – FAR). Logo após a revolução, o governo Castro iniciou um programa de nacionalização e consolidação política que transformou a economia e a sociedade de Cuba. Ele também reformou muitos aspectos das organizações militares e políticas de Cuba ao longo das linhas comunistas, como o Movimento 26 de Julho tornando-se o Partido Comunista em outubro de 1965, e criando uma milícia popular chamada Milícia Nacional Revolucionária (MNR), bem como construindo o exército, o qual tinha as forças blindadas. Foi a MNR que primeiro enfrentou a força contra-revolucionária na Baía dos Porcos, com os tanques sendo enviados assim que o exército regular foi enviado por Castro.
Ao consolidar seu governo, Castro aumentou o número de tanques para o exército. As forças blindadas cubanas foram organizadas inicialmente para defender o Estado socialista revolucionário e, posteriormente, permitir a intervenção em conflitos militares estrangeiros. Escolas militares foram fundadas para treinamento de infantaria, tanques, artilharia e comunicações, bem como para reorganizar e expandir o Exército regular às custas das pessoas comuns da milícia MNR. Os melhores milicianos foram transferidos para o Exército regular e para as forças blindadas e, em 1963, a milícia foi transformada em uma nova organização militar de reserva, as Forças Populares de Defesa. Então, após a derrota das forças contra-revolucionárias nas montanhas em 1965, as Forças de Defesa Popular foram transformadas em Defesa Civil chefiada por Raúl Castro. Então, em 1980, foi criada a Milícia de Tropas Territoriais, composta exclusivamente por voluntários civis, que apoiava o exército enquanto a Defesa Civil se concentrava no socorro a desastres naturais.
O exército regular com suas forças blindadas esteve envolvido no treinamento de outros ou na intervenção estrangeira com considerável assistência militar soviética. Atingiu seu pico em 1975, com três divisões blindadas com mais de 1.000 tanques e 15 divisões de infantaria. Na ação ofensiva nestas intervenções, tanques, blindados de reconhecimento, veículos blindados de transporte e peças de artilharia da unidade de primeiro escalão normalmente atacam utilizando a doutrina militar soviética, segundo a qual quando se defendendo os tanques são entrincheirados com as unidades blindados e soldados, enquanto a artilharia pesada forma-se atrás para apoiá-los.

## Visão geral dos tanques

### Tanques leves e médios

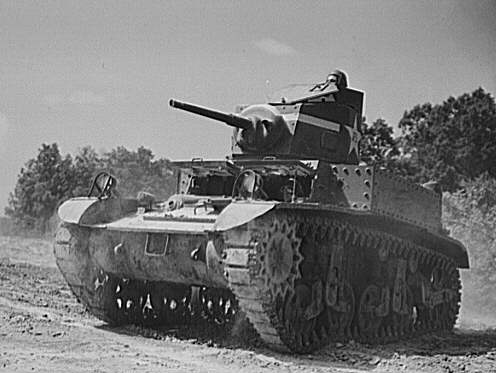
Tanque leve M3

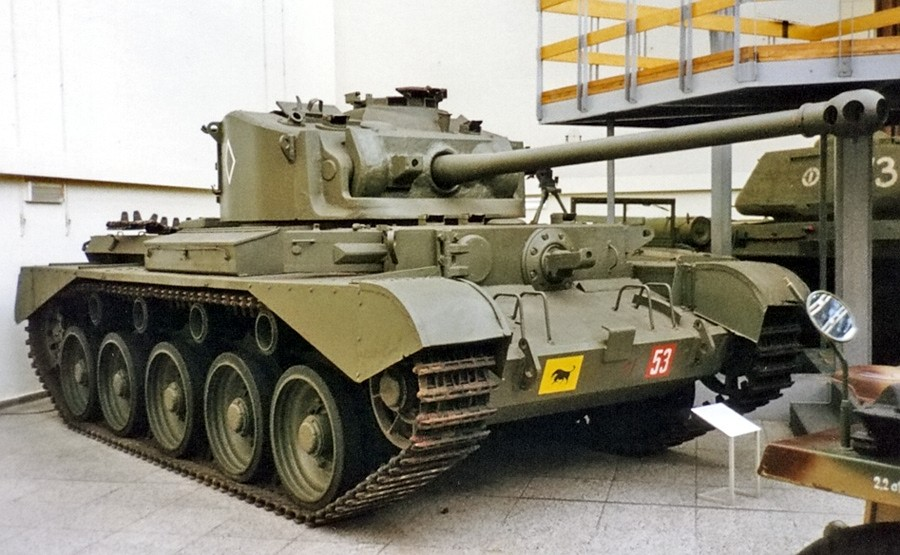
Tanque Cometa A34

| Nome                                | País de origem | Quantidade | Notas  |
| ----------------------------------- | -------------- | ---------- | ------ |
| Tanque de Combate Marmon-Herrington | Estados Unidos | 8          | [ 22 ] |

| Nome | País de origem | Quantidade | Notas  |
| ---- | -------------- | ---------- | ------ |
| M3   | Estados Unidos | 5          | [ 22 ] |

| Nome | País de origem | Quantidade | Notas  |
| ---- | -------------- | ---------- | ------ |
| M4   | Estados Unidos | 15         | [ 22 ] |

| Nome | País de origem | Quantidade | Notas  |
| ---- | -------------- | ---------- | ------ |
| A34  | Reino Unido    | 5          | [ 22 ] |

| Nome    | País de origem  | Quantidade | Notas  |
| ------- | --------------- | ---------- | ------ |
| T-34-85 | União Soviética | 150        | [ 22 ] |
| PT-76   | União Soviética | 50         | [ 22 ] |

### Tanques pesados

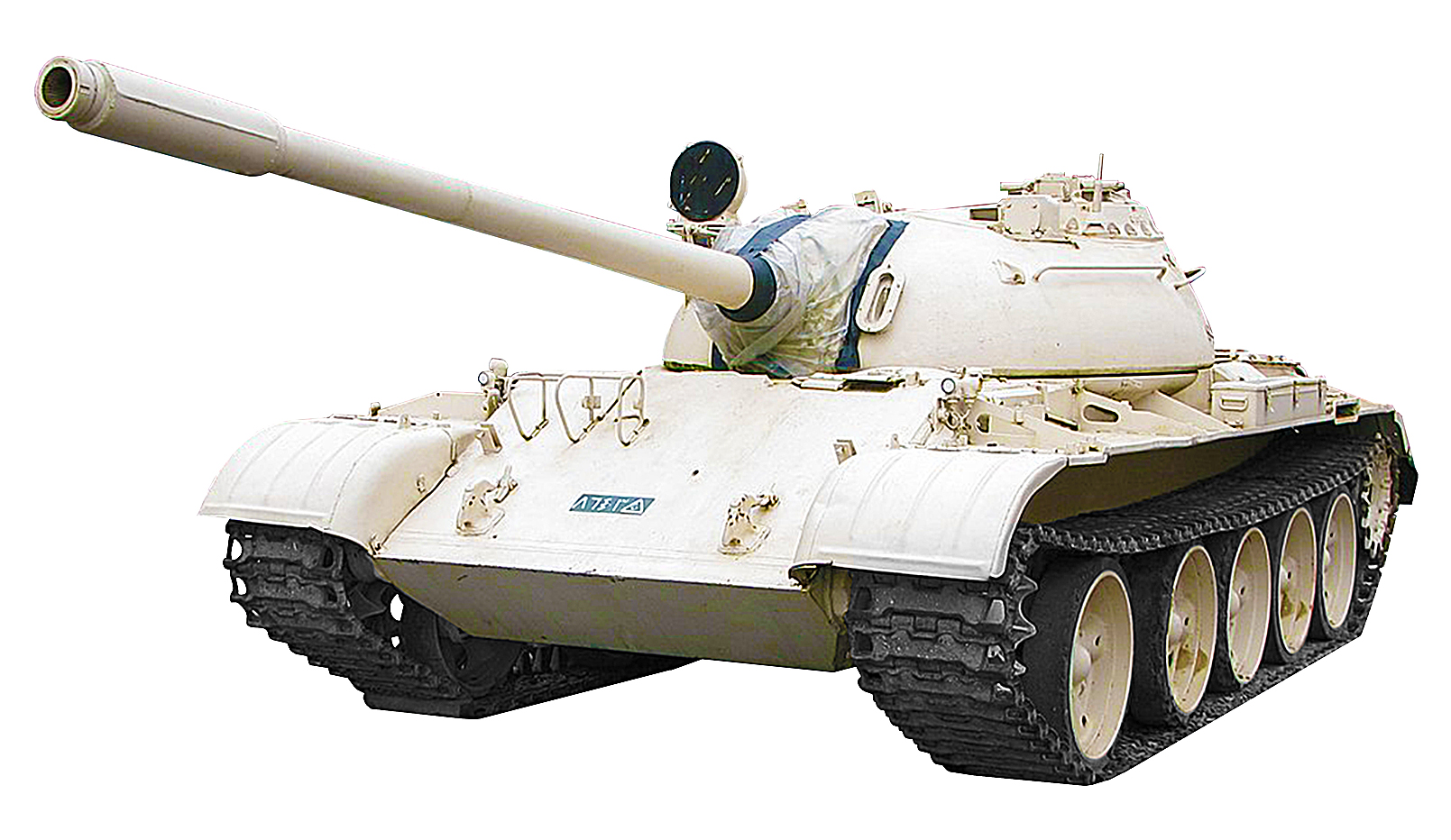
Um T-54 cubano.

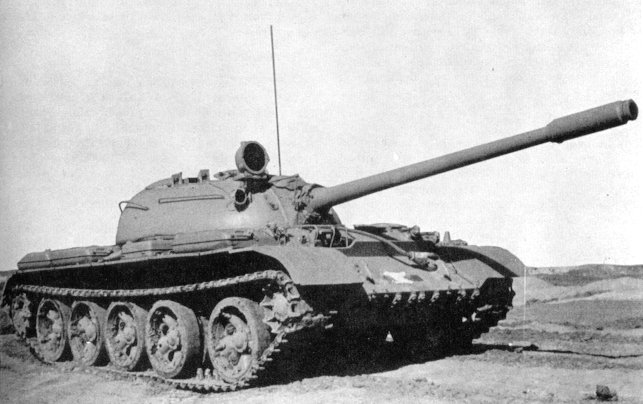
Um T-55.

| Nome  | País de origem  | Quantidade | Notas  |
| ----- | --------------- | ---------- | ------ |
| IS-2M | União Soviética | 41         | [ 22 ] |

### Tanques de batalha principais
| Nome    | País de origem  | Quantidade | Notas        |
| ------- | --------------- | ---------- | ------------ |
| T-54/55 | União Soviética | 800        | T-55M ativos |
| T-62    | União Soviética | 380        | T-62M ativos |

### Artilharia Autopropulsada

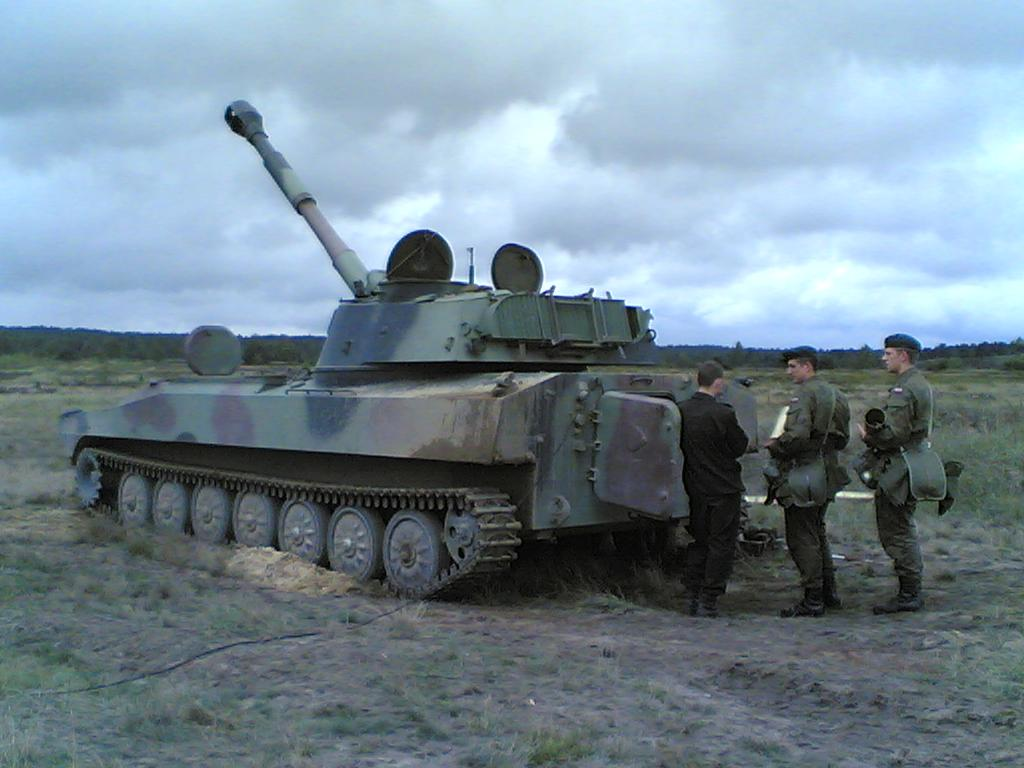
Canhão autopropulsado 2S1 Gvozdika.

| Nome   | País de origem  | Quantidade | Notas  |
| ------ | --------------- | ---------- | ------ |
| SU-100 | União Soviética | 100        | SU-100 |

| Nome | País de origem  | Quantidade | Notas  |
| ---- | --------------- | ---------- | ------ |
| 2S1  | União Soviética | 150        | [ 22 ] |

| Nome | País de origem  | Quantidade | Notas  |
| ---- | --------------- | ---------- | ------ |
| 2S3  | União Soviética | 200        | [ 22 ] |

#### Veículos blindados de reconhecimento

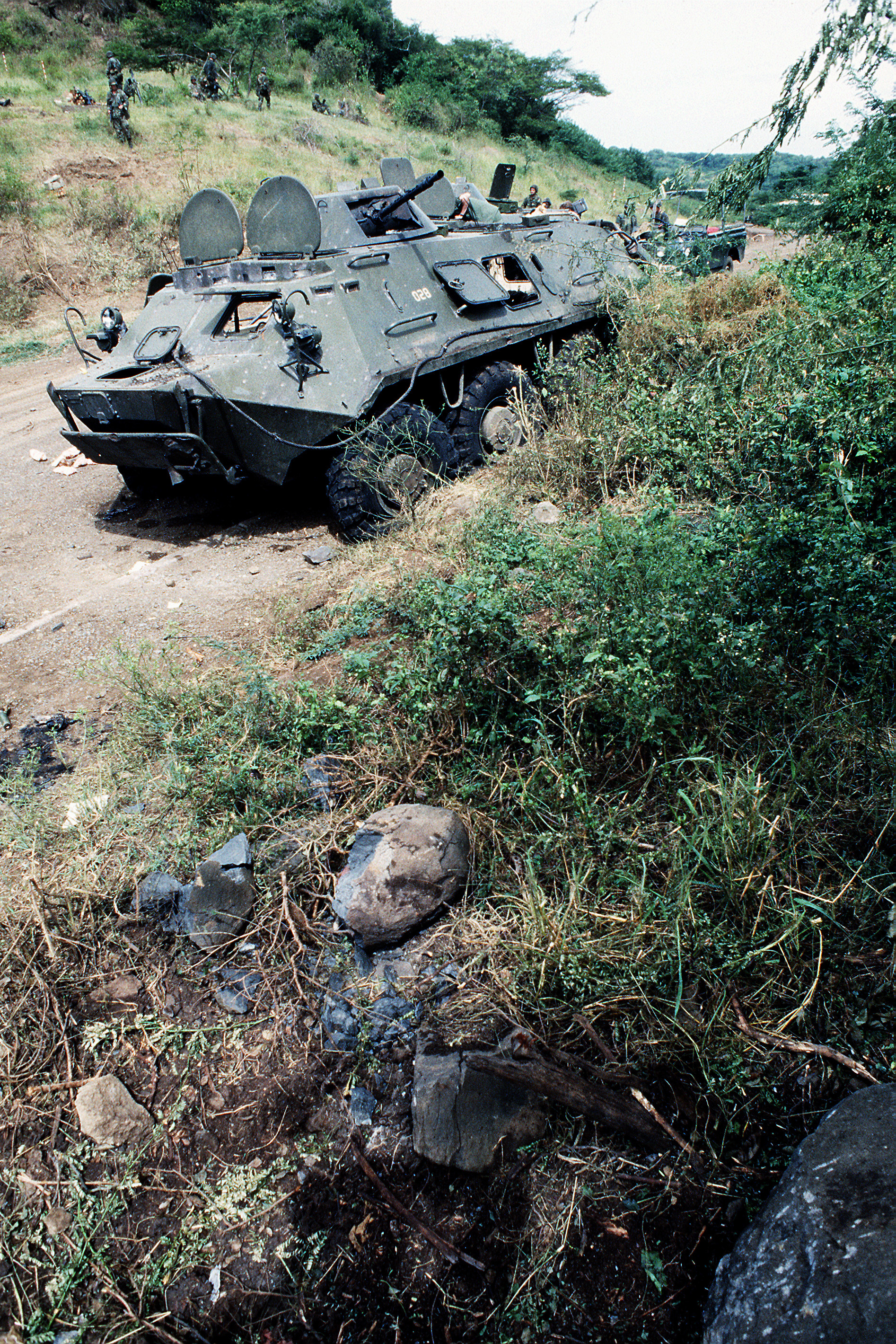
Um veículo blindado de transporte de pessoal BTR-60PB em Granada.

| Nome   | País de origem  | Quantidade | Notas |
| ------ | --------------- | ---------- | ----- |
| BRDM-2 | União Soviética | 100        |       |

#### Veículos de combate de infantaria
| Nome  | País de origem  | Quantidade | Notas |  |
| ----- | --------------- | ---------- | ----- |  |
| BMP-1 | União Soviética | 120        |       |  |

#### Veículos blindados de transporte de pessoal
| Nome    | País de origem  | Quantidade | Notas                                                                                        |
| ------- | --------------- | ---------- | -------------------------------------------------------------------------------------------- |
| BTR-40  | União Soviética | 100        |                                                                                              |
| BTR-50  | União Soviética | 200        |                                                                                              |
| BTR-60  | União Soviética |            | Várias versões deste veículo. Incluindo uma com canhão de 100mm e uma torre T-55 modificada. |
| BTR-152 | União Soviética | 150        |                                                                                              |